# Club de Fútbol Monterrey 2017-2018

## Rosa 2017-2018
| N. |                      | Ruolo | Calciatore         |
| -- | -------------------- | ----- | ------------------ |
| 1  | Messico (bandiera)   | P     | Hugo González      |
| 2  | Messico (bandiera)   | D     | Édgar Castillo     |
| 3  | Messico (bandiera)   | D     | César Montes       |
| 4  | Paraguay (bandiera)  | D     | Iván Piris         |
| 7  | Argentina (bandiera) | A     | Rogelio Funes Mori |
| 8  | Colombia (bandiera)  | A     | Dorlan Pabón       |
| 9  | Messico (bandiera)   | A     | Aldo de Nigris     |
| 10 | Colombia (bandiera)  | C     | Edwin Cardona      |
| 11 | Argentina (bandiera) | A     | Jonathan Cristaldo |
| 13 | Uruguay (bandiera)   | C     | Carlos Sánchez     |
| 14 | Messico (bandiera)   | C     | Arturo González    |
| 15 | Argentina (bandiera) | D     | José María Basanta |

| N. |                      | Ruolo | Calciatore         |
| -- | -------------------- | ----- | ------------------ |
| 16 | Paraguay (bandiera)  | C     | Celso Ortiz        |
| 17 | Messico (bandiera)   | C     | Jesús Zavala       |
| 18 | Messico (bandiera)   | D     | Luis Fuentes       |
| 19 | Messico (bandiera)   | D     | Luis López         |
| 20 | Ecuador (bandiera)   | D     | Wálter Ayoví       |
| 21 | Argentina (bandiera) | D     | Leonel Vangioni    |
| 22 | Argentina (bandiera) | P     | Juan Pablo Carrizo |
| 23 | Colombia (bandiera)  | C     | Yimmi Chará        |
| 25 | Argentina (bandiera) | D     | Nicolás Sánchez    |
| 29 | Messico (bandiera)   | C     | Marco Bueno        |
| 30 | Messico (bandiera)   | P     | Luis Cárdenas      |
|    | Messico (bandiera)   | C     | Jesús Molina       |